# Yunus ibn Habib
Yunus ibn Habib (arabisch أبو عبد الرحمن يونس بن حبيب الضبي; gest. nach 798 (183 n. Hidschra)) war ein berühmter arabischer Linguist, der im 8. Jahrhundert lebte. 
Ibn Habibs genauer Stammesname, sein Geburtsdatum und sein Alter zum Zeitpunkt seines Todes sind umstritten. Der mittelalterliche Historiker Ibn Challikan nennt drei mögliche Stammeszugehörigkeiten, zwei mögliche Geburtsdaten und zwei mögliche Altersangaben zum Zeitpunkt seines Todes.
Zu seinen Lehrern gehörten Hammad ibn Salamah, von dem er Kenntnisse in arabischer Grammatik erwarb, Al-Akhfash al-Akbar und Abu 'Amr ibn al-'Ala'. Zu seinen Schülern gehörten Sibawayh, Al-Kisa'i, Yaḥyá ibn Ziyād al-Farrāʼ und Abu ʿUbaidah.
Ibn Habib gilt neben Al-Khalil ibn Ahmad al-Farahidi als einer der prägenden Lehrer von Sibawayhis.
Als früher Literaturkritiker und Experte für Poesie waren Ibn Habibs Kritiken an der Poesie zusammen mit denen von Zeitgenossen wie Al-Asma'i als Lackmustest für die Eloquenz späterer Schriftsteller bekannt.

## Yunus ibn Habib als literarische Figur
In Tausendundeine Nacht tritt Yunus ibn Habib in der Geschichte der Sklavin Tuhfat al-Qulub (ANE 339) in Erscheinung.

## Werke
Bekannte Werke von Yunus ibn Habib:
- Kitāb maʻānī al-Qurʼān (كتاب معاني القرآن)
- Kitāb al-lughāt (كتاب اللغات)
- Kitāb al-nawādir al-kabīr (كتاب النوادر الكبير)
- Kitāb al-nawādir al-ṣaghīr (كتاب النوادر الصغير)
- Kitāb al-amthāl (كتاب الأمثال)